# جيمس بيجز
جيمس بيجز (بالإنجليزية: James Beggs)‏ هو مجدف أمريكي، ولد في 6 يناير 1924 في بورتلاند في الولايات المتحدة، وتوفي في 4 مايو 2011.

## وصلات خارجية
- جيمس بيجز على موقع الاتحاد الدولي للتجديف (الإنجليزية)
- جيمس بيجز على موقع أوليمبيديا (الإنجليزية)